# اومنیسم
اومنیسم (انگلیسی: Omnism) احترام یا اعتقاد به همه ادیان است. کسانی که این اعتقاد را دارند، همه‌پرست نامیده می‌شوند. در سال‌های اخیر، این اصطلاح به دلیل علاقه‌ی همه‌شناسان مدرن که خود را توصیف می‌کنند، دوباره مطرح شده است که دوباره این واژه را کشف کرده و شروع به تعریف مجدد کرده‌اند.  شبیه تلفیق‌گرایی است، اعتقاد به آمیختگی ایمان در هماهنگی.